# Koalicija za zabranu kasetne municije
Koalicija za zabranu kasetne municije ili na engleskom Cluster Munition Coalition skraćeno (CMC) je međunarodni konzorcijum organizacija koje su delovale od 2003. do 2011. godine koje su se protivile kasetnoj municiji i njihovoj upotrebi, proizvodnji, skladištenju i prenosu i tako su se zalagale da promovišu sporazum o zabrani kasetne municije. Kasetna municija je vrsta eksplozivnog oružja koje se skladišti ili se skladištilo u ranijem periodu u 86 država. Dokumentovano je da su kasetne bombe neselektivno oružje i zbog toga dolazi do značajnih civilnih žrtava i povreda koje su se najčešće dešavale tokom i nakon sukoba. Njihova upotreba je zabranjena prema Konvenciji o kasetnoj municiji iz 2008. Ova konvencija je zvanično odobrena 30. maja 2008. u Dablinu, Irska, a 94 zemlje u Oslu su je potpisale 3-4. Decembra 2008. Konvencija je stupila na snagu i postala obavezujuće međunarodno pravo 1. avgusta 2010. godine, nakon što ju je 30 zemalja zvanično ratifikovalo u UN u Njujorku. Od 4. januara 2012. godine, pa do 2022. ovu konvenciju je potpisalo 123 zemlje, a ratifikovalo je 110 država.
CMC je formiran u novembru 2003. godine, kao skup organizacija civilnog društva, uključujući i nevladine organizacije, verske grupe i profesionalne organizacije. Takođe tu su uključene i velike svetske organizacije, kao što su Amnesti International, Hendikep Internešnal, Norveška Narodna Pomoć i Hjuman rajts voč, kao i nacionalne organizacije (poput Švedskog društva za mir i arbitražu i Legacies of Var ) i nacionalne kampanje (kao što je Filipinska kampanja protiv kasetne municije) i koalicija kasetne municije Aotearoa na Novom Zelandu) i druge. Sve ove organizacije dele zajednički cilj sprečavanja negativnih humanitarnih uticaja kasetne municije i pružanja pomoći žrtvama i preživelima kasetne municije, kao i obezbeđivanja njihovog uključivanja u društvo. Organizacije i pojedinci koji čine CMC takođe rade direktno na rešavanju negativnih efekata koje prouzrokuje kasetna municija u zonama sukoba, pružajući pomoć žrtvama, čisteći područja kontaminirana kasetnom municijom, istražujući kršenja ljudskih prava i kršenja međunarodnog humanitarnog prava.
Članovi CMC mreže zajedno su radili na međunarodnoj kampanji za zabranu kasetne municije gde su svojom kampanjom doveli do toga da 94 zemlje potpišu Konvenciju o kasetnoj municiji u Oslu od 3. do 4. decembra 2008. CMC</ref> sada vodi kampanju za pristupanje i ratifikaciju ove konvencije, sveobuhvatnu punu i efikasnu primenu svih tačaka ove konvencije; univerzalizaciju njegovih normi; i rigorozno praćenje usklađenosti država sa konvencijom. CMC</ref> je primer novonastalog modela međunarodne diplomatije koji uključuje koordinaciju globalnih inicijativa na lokalnom nivou za promovisanje određenog cilja, uključivanje u međunarodni diplomatski proces u partnerstvu sa državama istomišljenika. Važan fokus CMC-a</ref> je bio da osiguraju da zemlje koje su pogođene kasetnom municijom da one mogu odigrati ključnu ulogu u oblikovanju ishoda kampanje i međunarodnog ugovora kojim se ta kampanja bavila. To su pokazale pogođene države poput Libana i Laosa, koje su bile na čelu diplomatskih pregovora, kao i aktivne uloge koje su u CMC-u odigrali pojedini preživeli kasetnih bombi (poput Branislava Kapetanovića i drugih koji su bili uključeni u ovaj proces koji je pokrenuo Hendikep International), sa projektom Ban Advocates.
Međunarodna kampanja za zabranu nagaznih mina (ICBL) i Koalicija za zabranu kasetne municije (CMC) 2011. godine spojile su se u jednu jedinstvenu strukturu, sada poznatu kao ICBL-CMC, kako bi se postigla operativna efikasnost i pojačao komplementaran rad. ICBL i CMC kampanje ostaju odvojene i nastavljaju podsećati vlade na njihove obaveze da implementiraju i promovišu oba ugovora. Monitor mina i kasetne municije nastavlja svoj jedinstveni program praćenja civilnog društva o humanitarnim posledicama nagaznih mina, kasetne municije i eksplozivnih ostataka rata.

## Istorijski detalji korišćenja kasetne municije i kako je došlo do konvencije
Prvi zvanični podaci korišćenja kasetnih bombi u nekom konfliktu desili su se tokom zimskog rata (1939-1940) između Finske i Rusije. U tom ratu Rusija je koristila zapaljive kasetne, koje su kasnije nazvane Molotovljev koktel. Zatim su se koristile i tokom II Svetskog rata (1939-1945), a koristile su ga Nemačka, Rusija i SAD. Zatim je došlo do korišćenja kasetnih bombi na Korejskom poluostrvu u ratu između Severne Koreje i Južne Koreje (1950-1953). godine. U tom ratu Južnoj Koreji je pomoć pružala prevashodno Amerika kao i 21 zemlja Ujedinjenih Nacija. Američka vojska je u tom ratu koristila kasetne bombe. I dolazimo do Vijetnamskog rata od 1964-1975 gde je Američka vojska koristila ogromnu količinu kasetnih bombi, sve ukupno oko 400 miliona, a pogođene zemlje su  Vijetnam, Laos, Kambodža i Tajland, gde je stradao veliki broj civila. U tim zemljama se i dan danas dešava da poneko od civila strada, čak i posle toliko godina od kada su bačene kasetne bombe.
Zbog svih tih činjenica o ogromnom broju stradanja civila, započeta je borba protiv ovog oružja i isticanja koliko je ono nehumano, a to potiče još iz davne 1973. godine, kada je završen rat u Indokini i kada su obelodanjene nesagledive posledice nastale od velikog broja neeksplodiranih kasetnih bombi i izneti podaci o velikom broju stradalih civila u tim sukobima. Vlada Švajcarske i Međunarodni crveni krst organizuju u februaru 1974. godine međunarodnu konferenciju sa ciljem da se ustanove pravne restrikcije za korišćenje ove vrste oružja sa nesagledivim i neproporcionalnim humanitarnim posledicama. Na toj konferenciji, Egipat, Meksiko, Norveška, Sudan, Švedska, Švajcarska kao i SFR Jugoslavija predstavljaju radni dokumenat, na osnovu kojeg bi se zabranila upotreba kasetnih bombi. { Ovde treba pomenuti M. Krepona koji je 1974. godine opisivao nesagledive posledice korišćenja kasetnih bombi povodom analize spoljne i bezbednosne politike SAD, kao i procesa odobravanja razvoja i zakupa te vrste naoružanja od strane državnih institucija i najviših državnih organa i vojnog vrha. (Krepon, M. (1974) Weapons Potentially Inhumane: The Case of Cluster Bombs. Foreign Affairs, 52(3), pp. 595–611)}. Pošto sadržaj radnog dokumenta nije uvršten u protokole Ženevskih Konvencija u 1977. godini. njegovi argumenti korišćeni su u dalje svrhe utvrđivanja Konvencije o konvencionalnom naoružanju iz 1980. godine. Ipak, ni u tom dokumentu kasetne bombe kao specifična vrsta naoružanja nisu se pojavile.
Humanitarno pravo ostavlja veliku pravnu prazninu, prvenstveno u vezi sa upotrebom kasetnih bombi, po kojoj države nisu obavezane konkretnim pravnim instrumentima da preispitaju legalnost i način korišćena tog oružja. Principi međunarodnog humanitarnog prava koji proizlaze iz Ženevskih konvencija su uz to previše apstraktni da bi mogli da vrše ozbiljan političko/pravni pritisak i time spreče upotrebu kasetnih bombi u budućnosti.
Izgleda da je moralo da se čeka više od 20 godina da bi se opet neka kampanja pokrenula protiv kasetnih bombi a povod je bio kada je 2006. godine izbio sukob između Libana i Izraela. Tada su izraelske trupe gađale kasetnim bombama Hezbolah. Prema procenama UN, Izrael je bacio oko 4 miliona bombica i to samo u zadnja 3 dana sukoba a oko 1 milion je ostalo neeksplodirano i time je izazvana nesaglediva humanitarna opasnost za mnoge žitelje tog područja kao i dugotrajna ekonomska kriza u pretežno agrarnom sektoru pogođenog područja. U prvih mesec dana posle tog rata poginulo je ili ranjeno u proseku 3-4 osobe dnevno. Izrael je tada oštro kritikovan jer je ovakve bombe bacao na oblasti naseljene pretežno civilima. Izraelska ofanziva je naišla na oštru međunarodnu kritiku i prema gledištu mnogih diplomata, bila je glavni podsticaj na međunarodnom planu da se ponovo intenzivira rasprava o kasetnim bombama.
Na osnovu slabog međunarodnog pravnog konteksta po pitanju kasetnih bombi i ponovnog neuspeha CCW pod okriljem UN u svojoj trećoj revizionoj konferenciji u novembru 2006. godine da pregovorima postignu sporazum o zabrani kasetne municije i nakon nesagledivih posledica korišćenja kasetnih bombi od strane Izraela tokom bombardovanja Libana u avgustu 2006. godine, vlada Norveške  je novembra 2006. godine predstavila svoj plan i sazvala konferenciju u februaru 2007. godine u Oslu, na kojoj je pokrenula inicijativu da se međunarodni pregovarački forum u svrhu pronalaženja rešenja po pitanju pre svega produkcije i korišćenja kasetnih bombi prenese na drugi neformalni pregovarački kolosek (paralelno i komplementarno sa zvaničnim naporima pod okriljem UN) koji bi obuhvatao države zainteresovane za pronalaženje rešenja sa ciljem ustanovljenja efektivnog pravnog režima o tom pitanju.
Diplomatski proces za zabranu ove vrste naoružanja  počeo je konferencijom u Oslu, u februaru 2007. godine. Na ovom sastanku je 46 od 49 država učesnica usvojilo deklaraciju kojom su se obavezale da će do kraja 2008. godine stvoriti novi dokument međunarodnog humanitarnog prava, kojim bi se zabranila upotreba, prenos, proizvodnja i skladištenje kasetne municije, kao i da će stvoriti okvir za saradnju i podršku na polju pomoći preživelim žrtvama i njihovim zajednicama, u čišćenju ugroženih područja i uništavanju zaliha, kako na nacionalnom nivou, tako i u okviru međunarodnog humanitarnog prava i svih relevantnih foruma.
Pored Norveške i vlada Austrije, Irske, Novog Zelanda, Meksika i Perua, izuzetan doprinos ovom procesu su dale Ujedinjene nacije, Međunarodni komitet crvenog krsta, Norveška narodna pomoć i koalicija protiv kasetne municije CMC  - koja okuplja preko 350 nevladinih organizacija i udruženja iz celog sveta, koje rade u oko 100 zemalja.
Proces se odvijao tokom narednih osamnaest meseci serijom globalnih konferencija u Limi  (maj 2007), Beču  (decembar 2007), Velingtonu  (februar 2008) i kulminirao je usvajanjem i potpisivanjem konvencije o kasetnim bombama od strane 107 država u Dablinu  (maj 2008). Veoma značajne su bile i regionalne konferencije koje su takođe mnogo doprinele usvajanju konvencije a održane su u: Belgiji, Ugandi, Bosni i Hercegovini, Kambodži, Ekvadoru, Meksiku, Srbiji, Albaniji, Bugarskoj,. Tajlandu, i u Zambiji.
I na kraju, jedan od najistaknutijih događaja odigrao se početkom decembra 2008. u Oslu, kada je konvenciju potpisalo 94 zemlje, a do sada je potpisalo 123 zemlje. Ovu konvenciju je do sada ratifikovalo 110 država, sa tendencijom daljeg rasta broja zemalja koje se priključuju. Najveće i najprijatnije iznenađenje priredio je Avganistan svojim potpisom u Oslu, gde je njihov predsednik Hamid Karzaj (арап. حامد کرزی) to objavio samo 2 sata pre početka svečane ceremonije potpisivanja.
Da bi ova konvencija zaživela i postala pravno važeći dokument bilo je potrebno da najmanje 30 zemalja u svojim parlamentima ratifikuje taj dokumenat. To se i dogodilo, tako da je konvencija zvanično usvojena i stupila na snagu 1. avgusta 2010. godine  i od tada je postala obavezujuće međunarodno pravo. Pošto je konvencija stupila na snagu, više nije otvorena za potpisivanje i države koje do 1. avgusta 2010. nisu potpisale, više ne mogu da potpišu konvenciju nego moraju odmah da je ratifikuju, prvo u svojim parlamentima, pa onda tu ratifikaciju predaju u UN-u Njujorku da bi i zvanično bile uvedene kao zemlje članice ove konvencije. Svaka zemlja koja je potpisala konvenciju i dalje može da je ratifikuje, kako bi postala država članica konvencije. Za sve države koje naknadno pristupe ili ratifikuju konvenciju, ona stupa na snagu prvog dana šestog meseca nakon ratifikacije ili pristupanja.

## Istorija nastanka i rada Koalicije za zabranu kasetne municije
Koaliciju za kasetnu municiju osnovana je 13. novembra 2003. godine u Hagu sa 85 članica iz 42 zemlje. Od tada njihov broj je porastao na 151 člana iz 48 zemalja (do 1. juna 2005), uključujući i velike organizacije za ljudska prava kao što su Amnesti internešnal i Hjuman Rajts Voč, organizacije hrišćanskog mirovnog pokreta kao što je Pak Christi i kao predstavnik Crvenog krsta kanadskog ogranka te organizacije. Zemlja sa daleko najvećim udelom u CMC organizaciji ima Kanada (48) članica organizacija, a zatim slede Velika Britanija (17) i Holandija (9). Pored pomenutih organizacija, pridružile su se i 123 zemlje, od kojih je poslednja bila Demokratska Republika Kongo. Do kraja 2011. godine u koaliciju je bilo uključeno preko 350 organizacija iz celog sveta za borbu protiv kasetnih bombi.
Na njenom čelu kao koordinator nalazio se Tomas Neš i on je bio pravi vođa te organizacije jer u vreme njegovog mandata organizacija je doživela najveći uspon i najveće uspehe, u smislu zato što je za vreme njegovog mandata došlo do sporazuma o zabrani kasetnih bombi. Takođe najveći broj zemalja je ratifikovao ovaj sporazum u vreme njegovog mandata. Krajem 2011. godine dolazi do spajanje dve organizacije u jednu i to Međunarodna koalicija za zabranu nagaznih mina (ICBL) kao i Koalicija za zabranu kasetne municije (CMC), gde se nova ujedinjena organizacija zove ICBL-CMC. Na čelo te nove ujedinjene organizacije upravni odbor postavlja Silviju Brigot i od tada Tomas Neš napušta CMC i otvara novu organizaciju Artikal 36 sa sedištem u Londonu. Posle njegovog odlaska rezultati organizacije bili su sve lošiji, od nedovoljno dobro organizovanih sastanaka, do jako loše strategije lobiranja zemalja u smislu prioriteta koje bi zemlje bilo najbolje lobirati da bi se zemlje najbrže odobrovoljile da pristupe ovoj konvenciji. Tako loša strategija je na kraju dovela do toga da dođe do velikog usporenja pristupanja zemalja ovoj konvenciji, pa čak može da se kaže i do zastoja u zadnje dve godine 2021-2022.
Veliku ulogu u kampanjama za zabranu kasetnih bombi imali su preživeli od tog oružja. Vlada Norveške uz Norvešku Narodnu Pomoć je još 2006. godine započela pripreme za prvu konferenciju koja je trebala da se održi u februaru 2007. godine, time što je Norveška Narodna Pomoć počela da traži sve preživele od kasetne municije u Srbiji. Cilj je bio da se napravi neki dokumentarni film od preživelih i da se preko filma ukaže na strašne posledice koje doživljava civilno stanovništvo od kasetnih bombi. Dokumentarni film koji je snimljen nazvan je Žute ubice ili na engleskom Yellow killers, koji je prikazivan na svim konferencijama održanim u cilju zabrane kasetnih bombi. Svako to prikazivanje je ostavljalo veliki utisak na sve prisutne ministre što je i bio cilj da bi se predstavnici država ubedili u katastrofalne posledice takvog oružja po civilno stanovništvo, što je na kraju doprinelo njihovim potpisima i pristupanju konvenciji za zabranu kasetne municije. U tom dokumentarnom filmu učestvovalo je dosta aktera koji su povređeni od tog oružja, onda doktori koji su iz svog ugla objašnjavali o kako teškim ranama se radi, zatim je učestvovao direktor centra za razminiranje Srbije i učestvovalo je još nekoliko učesnika koji su bili prisutni prilikom bombardovanja kasetnim bombama. Iz Srbije je učesnik bio Branislav Kapetanović bivši oficir vojske Srbije, koji je nastradao na zadatku čisteći terene od zaostalih neeksplodiranih kasetnih bombi. Takođe u tom filmu je učestvovala i Gita Jović medicinska sestra iz Niša koja je nastradala prilikom bombardovanja Niša kasetnim bombama. Sve preživele koji su nastradali od kasetnih bombi je pronašla Jelena Vićentić koja je radila u Norveškoj Narodnoj Pomoći i kojoj je to bio projekat da bi se snimio dokumentarni film Žute ubice. Svi nastradali koji su učestvovali u tom filmu postali su deo jednog projekta Hendikep Internešnala koji se nazivao Ban Advocates.. Oni su bili medijski jako dobro pokriveni, gde su lobirali za zabranu kasetne municije. Pošto je Hendikep Internešnal jedan od značajnih partnera u kampanji Koalicije za zabranu kasetne municije, može se reći da su svi oni radili u sklopu i za dobrobit koalicije.
Jedna od važnijih uloga u koaliciji imao je i Branislav Kapetanović bivši deminer u vojsci tadašnje Jugoslavije, koji je nastradao od kasetne bombe na aerodromu Dubinje kod Sjenice, čisteći teren od zaostalih neeksplodiranih kasetnih bombi. On je od samog početka bio učesnik svih konferencija o kasetnim bombama. Počeo je od učestvovanja u dokumentarnom filmu Žute ubice, pa je na poziv Norveške Narodne Pomoći prisustvovao na prvim konferencijama koje su organizovane da bi se pridobile zemlje da pristupe ovom sporazumu. Branislav Kapetanović je u početku držao govore na konferenciji, dok mu je to kasnije postala uobičajena praksa, posle je postao glasnogovornik ili bolje rečeno portparol CMC i bio je veoma medijski propraćen. Da bi na kraju dobio počasnu titulu Ambasador CMC, jer je puno učinio za kampanju to jest koaliciju za zabranu kasetne municije. Takođe je bio jedan od glavnih lobista u ime CMC organizacije gde je u pregovorima sa mnogim predstavnicima drugih država zagovarao zabranu kasetnih bombi i bio je veoma uspešan.

## Principi i zalaganje koalicije CMC
Koalicija CMC se zalaže za:
- trenutni prekid proizvodnje kasetnih bombi;
- zabranjeje distribuciju to jest prenos, prodaju ili kupovinu kasetne municije;
- upotrebu to jest korišćenje kasetne municije;
- zabranjuje skladištenje u svojoj zemlji, kao i u trećim zemljama;
- pomoć ljudima i regionima pogođenim posledicama upotrebe ove municije i
- stigmatizacija onih koji su prouzrokovali posledičnu štetu.

## Monitor[17]
Monitor Архивирано на веб-сајту  (24. мај 2022) je zasebna organizacija koja čini koaliciju CMC koja kroz svoje aktivnosti nadgleda implementaciju sporazuma i ima veliku ulogu u vođenju zapisa u kršenju sporazuma o kasetnim bombama i sporazuma o protivpešadijskim minama u smislu ako neko koristi kasetne bombe ili je postavljao protivpešadijske mine. Sve takve aktivnosti članovi Monitora beleže na svom sajtu Архивирано на веб-сајту  (24. мај 2022) i jednom godišnje, najčešće krajem godine negde između oktobra i novembra izlazi njihova pisana javna publikacija. Ti podaci se koriste na svim konferencijama posvećenim kasetnim bombama kao i protivpešadijskim minama. Takođe te podatke koriste i Ujedinjene nacije u svojim izveštajima. To je de fakto režim praćenja, nadgledanja, zapisivanja i izveštavanja o implementaciji i usklađenosti država članica sa svim promena i oni procenjuju probleme uzrokovane nagaznim minama, kasetnom municijom i drugim eksplozivnim ostacima rata (ERV). Prvi put da je jedna organizacija poput Monitora predstavlja organizaciju nevladinih organizacija kako uspešno koordinira na sistematičan i održiv način kako bi nadgledali humanitarno pravo ili sporazume o razoružanju i redovno dokumentovali napredak i probleme, čime su uspešno sproveli u praksu koncept verifikacije zasnovane na civilnom društvu. Od svog osnivanja 1998. godine, istraživanje Monitora sprovodi globalna mreža prvenstveno istraživača u zemlji, od kojih su većina iz ICBL-CMC kampanje. Inače Monitor podaci se nalaze na sajtu Архивирано на веб-сајту  (24. мај 2022), zatim ima ga u pisanom obliku kao i u PDF formatu.

## Nagrade
Cluster Munition Coalition (CMC) ili Koalicija za zabranu kasetne municije je 2009. godina bila je predložena za Nobelovu nagradu za mir, pa je čak i ušla u neki uži krug odlučivanja ali se tada iznenada na neki volšeban način pojavilo ime u vidu predsednika Sjedinjenih Američkih Država, Baraka Obame. U prvom tomu svojih memoara Obama opisuje kako je 9. oktobra 2010. godine u 6 sati ujutro dobio telefonski poziv koji ga je probudio, a na drugoj liniji je bio Robert Gibs (sekretar za štampu Bele kuće) koji mu je saopštio da je dobio Nobelovu nagradu za mir. Onako još sanjiv, tek probuđen samo je odgovorio „A za šta“, što je u suštini i istina jer je tek 9 meseci bio na čelu države i suštinski ništa značajno nije uradio za dobijanje tako prestižne nagrade. On je tada kao predsednik SAD bio vrhovni komandant vojske      i u tom trenutku je vodio dva rata u Avganistanu i u Iraku, a kasnije u svom mandatu je započeo i rat u Siriji gde je stradao veliki broj civila. Mnogi u svetu su bili iznenađeni da ne kažem razočarani takvom odlukom, čak su i većina američkih novinskih agencija kao i obični ljudi koji su intervjuisani na ulicama američkih gradova pričali da je to preuranjeno i možda nepravedno prema drugima koji su stvarno zaslužili tu nagradu. Čak je i republikanska stranka   izrazila veliko razočarenje zbog Nobelove nagrade i kažu da Obama to ničim nije zaslužio. Mada nije samo Obamina nominacija za Nobelovu nagradu kontraverzna, ima još takvih primera poput Jasera Arafata, Aung San Su Ći, Abij Ahmed, Vangari Matai, Henri Kisindžer, Marti Ahtisari i drugi, dok najveći borac za nezavisnost Indije od Engleza mirnim putem Mahatma Gandi, nikada nije dobio Nobelovu nagradu iako je bio nekoliko puta nominovan (kakve li ironije). Posle svih ovih kontraverzi oko dobijanja Nobelovih nagrada ostaje žal što nije 2009. godine Cluster Munition Coalition (CMC) dobio tu nagradu jer su postigli velike uspehe za donošenje Konvencije za zabranu kasetnih bombi. Treba napomenuti da su neke organizacije slične CMC sa sličnim konceptom nastupale i dobili Nobelove nagrade poput Koalicija za zabranu protivpešadijskih mina (ICBL) 1997. godine kao i Koalicija za Nuklearno oružje (ICAN) 2017. godine. Posle svih ovih činjenice Cluster Munition Coalition (CMC) je daleko više zaslužio Nobelovu nagradu od Baraka Obame, koji je ispostaviće se na kraju baš i nije zaslužio svojim postupcima ni pre, a ni posle dobijanja nagrade. Ostaje žal što nije dobio neko ko je stvarno to zaslužio.
Koalicija CMC je dobitnik Tiperari nagrade za mir 1. maja 2009. godine. Tiperari je jedno malo mesto u Irskoj koje u zadnjih 40-tak godina dodeljuje nagrade za mir. Legenda kaže da je u prošlosti Tiperari bilo veoma ratoborno mesto i da je veliki broj ljudi stradao u tim sukobima. Ideja je bila da okrenu točak istorije u kontra smeru i da od ratobornog postane jedno miroljubivo mesto, koje bi u budućnosti promovisali samo mir. Verovatno da ima nešto i u grižoj savesti jer su bili previše nasilni u tim sukobima. Ambasador CMC Branislav Kapetanović je u ime koalicije CMC primio Tiperari nagradu za mir, kao priznanje za uspešnu petogodišnju kampanju zabrane kasetnih bombi, a to priznanje mu je lično uručio ministar spoljnih poslova Irske, Mišel Martin. To je po važnosti druga nagrada za mir posle Nobelove nagrade za mir. Od poznatih ličnosti koji su primili ovu nagradu su Bil Klinton, Nelson Mendela, Mihail Gorbačov, Rudi Đulijano, Benazir Buto, Edvard Kenedi, Ban Ki Mun i drugi.
Irska je inače bila jedna od ključnih zemalja koja se od samog početka borila za zabranu kasetnih bombi i bila je domaćin konferencije i diplomatskih pregovora Konvencije o kasetnoj municiji, koja je uspešno održana u Dablinu, trajala je pune 2 nedelje i na kraju je usvojena poslednjeg dana konferencije 30. maja 2008.

## Galerija slika
- Hirofumi Nakasone sa Branislavom Kapetanovićem
- Hitoshi Kimura sa Branislavom Kapetanovićem
- Satsuki Eda sa Branislavom Kapetanovićem
- Satsuki Eda, Branislav Kapetanović i ostali
- Yōhei Kōno sa Branislavom Kapetanovićem
- Yōhei Kōno, Branislav Kapetanović i ostali

## Spoljašnje veze
- Sajt Koalicije za zabranu kasetne municije
- Sajt Konvencije za zabranu kasetne municije
- Kampanja protiv protivpešadijskih mina
- Sajt Konvencije za zabranu protivpešadijskih mina
- Monitor sajt - Stariji izveštaji od 1999 do 2014
- Monitor sajt - Novija verzija sajta od 2010  Архивирано на веб-сајту  (24. мај 2022)